# Округ Хокинг (Охајо)
Хокинг (енгл. Hocking County) је округ у америчкој савезној држави Охајо.

## Демографија
По попису из 2010. године број становника је 29.380, што је 1.139 (4,0%) становника више него 2000. године.
| Група             | 2000.          | 2010.          |
| Белци             | 27.439 (97,2%) | 28.509 (97,0%) |
| Афроамериканци    | 259 (0,9%)     | 217 (0,7%)     |
| Азијати           | 22 (0,1%)      | 47 (0,2%)      |
| Хиспаноамериканци | 124 (0,4%)     | 198 (0,7%)     |
| Укупно            | 28.241         | 29.380         |